# Boston-Marathon 1942
| 46. Boston-Marathon    | 46. Boston-Marathon              |
| ---------------------- | -------------------------------- |
| Stadt                  | Boston, Vereinigte Staaten       |
| Datum                  | 19. April 1942                   |
| Distanz                | 41,1 – 42,2 Kilometer            |
| Sieger                 |                                  |
| Männer                 | Bernard Joseph Smith (2:26:51 h) |
| ← Boston-Marathon 1941 | Boston-Marathon 1943 →           |
| Website                | Offizielle Website               |

Der Boston-Marathon 1942 war die 46. Ausgabe der jährlich stattfindenden Laufveranstaltung in Boston, Vereinigte Staaten. Der Marathon fand am 19. April 1942 statt. Die Laufdistanz betrug zwischen 41,1 und 42,2 Kilometer.
Es gewann Bernard Joseph Smith in 2:26:51 h.

## Ergebnis
| Platz | Athlet               | Land               | Zeit (h) |
| ----- | -------------------- | ------------------ | -------- |
| 01    | Bernard Joseph Smith | Vereinigte Staaten | 2:26:51  |
| 02    | Lou Gregory          | Vereinigte Staaten | 2:28:03  |
| 03    | Carl Maroney         | Vereinigte Staaten | 2:36:13  |
| 04    | Don Heinicke         | Vereinigte Staaten | 2:37:24  |
| 05    | Johnny Kelley        | Vereinigte Staaten | 2:37:55  |
| 06    | Gérard Côté          | Kanada             | 2:39:59  |
| 07    | William Steiner      | Vereinigte Staaten | 2:40:42  |
| 08    | Michael O’Hara       | Vereinigte Staaten | 2:41:08  |
| 09    | Lloyd Bairstow       | Vereinigte Staaten | 2:41:50  |
| 10    | Joe Kleinerman       | Vereinigte Staaten | 2:45:51  |